# Madonna: The Celebration Tour
Madonna: The Celebration Tour bylo dvanácté koncertní turné americké zpěvačky Madonny. Jednalo se o největší, jaké kdy zpěvačka podnikla, obsahujíc hudbu z každé éry její kariéry (čtyři dekády od roku 1980). Turné mělo původně začít 15. července 2023 v Rogers Areně ve Vancouveru v Kanadě a skončit 20. ledna 2024 ve Phoenixu ve Spojených státech, kvůli zpěvaččině nemoci byla však první severoamerická část turné odložena. Jednalo se o Madonnino první retrospektivní turné, které zdůrazňovalo více než 40 let její kariéry. Turné bylo oznámeno na sociálních sítích 17. ledna 2023.